# هوش‌بری

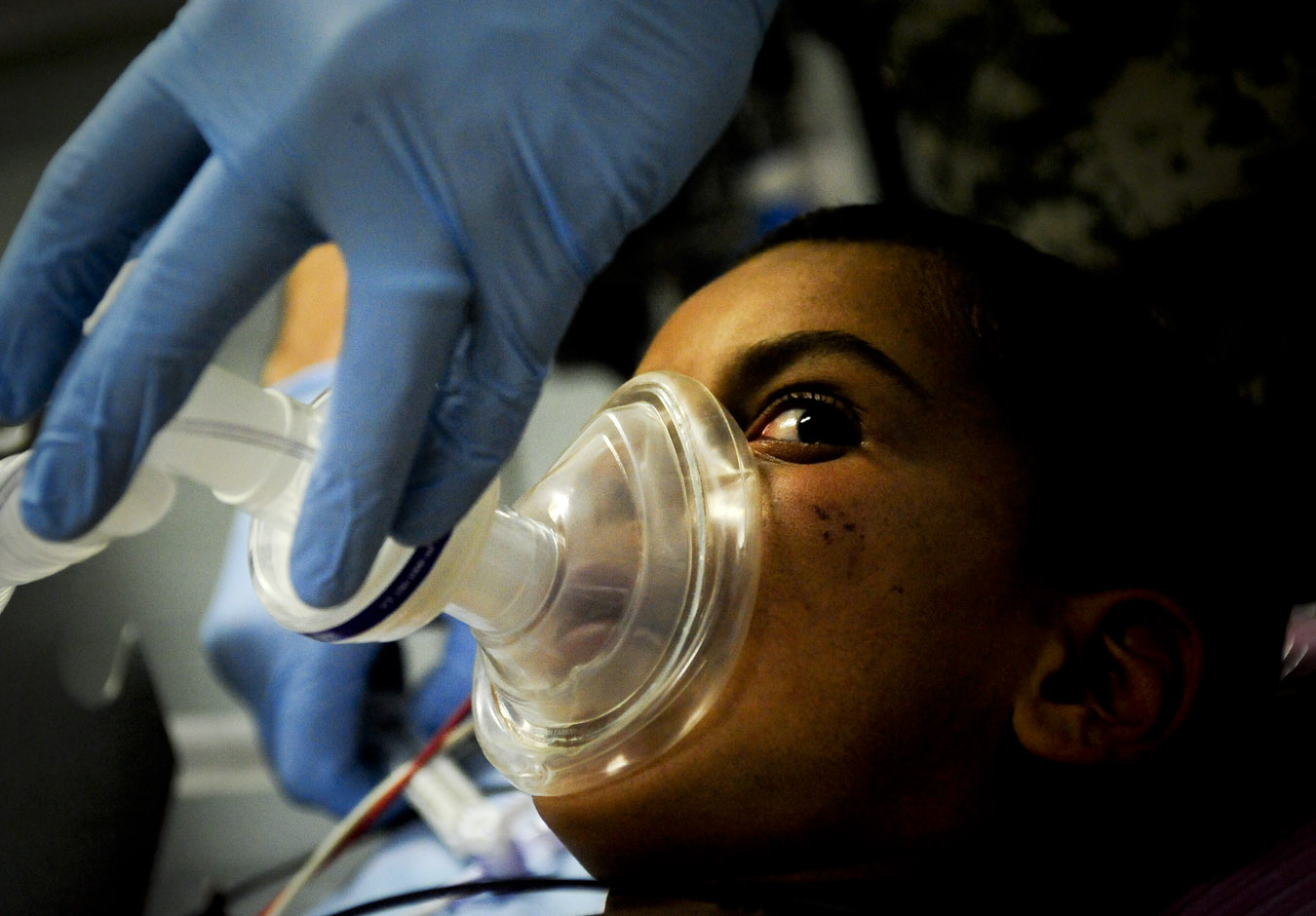
فردی در حال بیهوشی.

هوش‌بری یا بی‌هوشی (به انگلیسی: Anesthesiology)، یکی از شاخه‌های تخصصی در زمینه پزشکی است که بر روی کاهش (یا تسکین) درد بیمار در طی عمل جراحی و پس از آن تمرکز دارد. به این فرایند درمانی بی‌هوشی گفته می‌شود. شاغلین در این رشته، هوش‌بر و در برخی کشورها تحت عنوان متخصص بی‌هوشی شناخته می‌شوند.
اغلب تسکین درد بیمار در شرایط غیر جراحی و همچنین مسئولیت مراقبت‌های ویژه از موارد خاص مرتبط با تخصص هوش‌بری است.